# ساوت میلتون

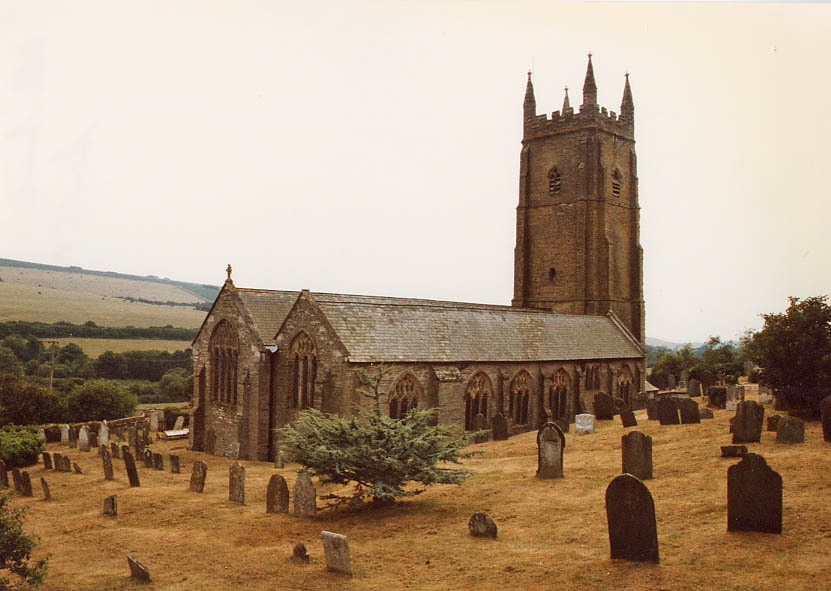

ساوت میلتون (انگلیسی: South Milton) روستایی در منطقه کشاورزی دوون، انگلستان است.